# France 3 Lorraine
France 3 Lorraine est une des vingt-quatre antennes métropolitaines de proximité de France Télévisions, émettant en Lorraine et basée à Vandœuvre-lès-Nancy.
À partir du 1er janvier 2017, elle fusionne avec trois autres antennes au sein de France 3 Grand Est.

## Histoire de la chaîne
Le 12 février 1965 est créé le centre d'actualités télévisées de l'O.R.T.F à Nancy. Télé Lorraine-Champagne est née et propose trois émissions d'actualités hebdomadaires en décrochage du programme national de la R.T.F. Les studios et bureaux sont installés dans les sous-sols de la station de radio régionale, dans l'un des bâtiments de Nancy Thermal.
Un second centre d'actualités télévisées est créé à Reims en 1965 qui met à l'antenne journal télévisé en parallèle à celui de Lorraine : Champagne-Ardenne Actualités. La même année, l'Émetteur de Malzéville est mis en service à la place du petit relais provisoire de Vandœuvre pour une meilleure diffusion des émissions, notamment pour la future Deuxième Chaîne. Un magazine bimensuel, diffusé le samedi, dans les deux régions Lorraine et Champagne-Ardenne est créé en 1968. Par manque de place, la télévision régionale quitte Nancy-Thermal pour une nouvelle Maison de l'O.R.T.F. route de Mirecourt à Vandœuvre en 1969. En 1971 est créée une nouvelle base d’actualités à Metz et, l'année suivante, le journal télévisé de Lorraine passe à la couleur. La base d’actualités de Metz devient un bureau décentralisé doté d'une équipe de reportage en 1973.
À la suite de l'éclatement de l'O.R.T.F., Télé Lorraine-Champagne devient FR3 Lorraine Champagne-Ardenne le 6 janvier 1975 et les programmes régionaux passent de la deuxième à la troisième chaîne.
La station se dote en 1982 d'un atelier de vidéographie, spécialisé dans la création d’images assistées par ordinateur, qui réalise et collabore à la création de séries d’animation pour la jeunesse, de génériques et d’habillages d’émissions nationales et régionales pour FR3.
Un bureau permanent est créé en 1981 à Troyes, en 1984 à Chaumont puis à Épinal ainsi qu'à Charleville-Mézières en 1985 et Bar-le-Duc en 1989.
À partir du 5 septembre 1983, le programme régional est diffusé en soirée de 17h00 à 19h55 et la publicité sur l'antenne régionale est autorisée par la Haute Autorité de la communication audiovisuelle en 1984.
L'information régionale est diffusée tous les jours de 19h10 à 19h30 dans le cadre du 19/20 dès 1990. La même année, est créée l’unité de programme national décentralisée Continentales qui produit, réalise et diffuse depuis Nancy les deux émissions matinales conçues par Michel Kuhn, présentées par Patrick Germain puis Alex Taylor l'Eurojournal et Continentales. En 1991, France 3 Lorraine lance une édition locale à Metz dont les studios s'installent au Technopôle Metz 2000.
À la suite de la création de France Télévision le 7 septembre 1992, FR3 Lorraine Champagne-Ardenne devient France 3 Lorraine Champagne-Ardenne. Une unité régionale de production Grand-Est, regroupant les moyens de production de Nancy et Strasbourg, est mise en place.
Lorsque RTL9 Lorraine licencie pour raisons économiques l'ensemble de son personnel en décembre 1997, de nombreux journalistes et animateurs de la chaîne arrivent alors sur l'antenne nancéienne de France 3, tels Katia Schmitt, Martin Igier, Véronique Buson et Virginie Schanté.
France 3 Lorraine lance une nouvelle édition locale à Nancy en 1998, suivie de l’édition locale de Reims, Champagne Info, lancée le 26 février 2001.
Un nouveau bureau permanent est mis en service à Sarreguemines en 2004 et deux bureaux décentralisés ouvrent à Châlons-en-Champagne en 2001 et à Thionville en 2006.
Un nouveau dispositif technique est installé en 2005 au bureau décentralisé de Charleville-Mézières permettant de contrôler les lumières, son et caméras depuis Reims et Nancy. Ce dispositif est étendu aux bureaux de Bar le Duc et Épinal en 2006.
Jusqu'en 2009, France 3 Lorraine Champagne-Ardenne possède une sous-antenne régionale, France 3 Champagne-Ardenne, et propose en début de soirée trois journaux d'information locale.
La loi relative à la communication audiovisuelle et au nouveau service public de la télévisions (loi no 2009-258) publiée au J.O. le 5 mars 2009, donne un nouveau cadre juridique à France Télévisions qui devient une entreprise commune regroupant France 2, France 3, France 4, France 5 et RFO.
En janvier 2010, une nouvelle organisation de France 3 a été mise en place dans le cadre de l'entreprise unique. L’un des changements majeurs pour France 3 est la suppression de ses 13 directions régionales remplacées par quatre pôles de gouvernance (Nord-Est, Nord-Ouest, Sud Ouest et Sud-est) localisés dans quatre grandes villes de France, celui du Nord-Est ayant été attribué à Strasbourg. Les régions sont redécoupées en 24 antennes dites de proximité. Le bureau régional d'information de Reims cesse de dépendre de Nancy, pour devenir autonome. France 3 Lorraine Champagne-Ardenne se scinde alors en deux antennes de proximité : France 3 Lorraine et France 3 Champagne-Ardenne.
Le 1er janvier 2017 voit apparaître une nouvelle réforme du réseau régional de France 3, dont l’objectif est de développer les programmes régionaux et la proximité. 13 directions régionales sont créées, France 3 Lorraine est rattachée à la direction France 3 Grand Est, dont le siège est à Strasbourg. France 3 Alsace et France 3 Champagne-Ardenne font partie de la même direction.
Le 24 mai 2019, la régie de France 3 Lorraine déménage. Cependant, les journaux du 12/13 et du 19/20 sont depuis les studios à Reims avec un journal « Champagne-Ardenne Lorraine ». « En raison de l’installation ce week-end d’une régie provisoire dans les locaux de France 3 Lorraine, en vue du passage à la HD dans les prochains mois », selon la journaliste Johanna Albrecht. À noter, les journaux en Champagne-Ardenne Lorraine, ont été diffusés pour la dernière fois le 3 janvier 2010, avant le retour, le week-end du 25 au 26 mai 2019.

## Identité visuelle
Le 29 janvier 2018, France Télévisions dévoile sa nouvelle identité visuelle. Le logo •3 lorraine est utilisé uniquement à l'antenne. Pour toute la communication, c'est le logo de la marque régionale qui prévaut : France 3 Grand Est.

### Identité visuelle (logo)

Logo de l'ORTF du 25 février 1965 au 5 janvier 1975.
Logo de FR3 du 6 janvier 1975 au 5 mai 1986.
Logo de FR3 Lorraine Champagne-Ardenne du 6 mai 1986 au 22 novembre 1987.
Logo de FR3 du 23 novembre 1987 au 21 décembre 1990.
Logo de FR3 Lorraine Champagne-Ardenne du 22 décembre 1990 au 6 septembre 1992.
Logo de France 3 Lorraine Champagne-Ardenne du 7 septembre 1992 au 6 janvier 2002.
Logo de France 3 Lorraine Champagne-Ardenne du 7 janvier 2002 au 6 avril 2008.
Logo de France 3 Lorraine Champagne-Ardenne du 7 avril 2008 au 3 janvier 2010.
Logo de France 3 Lorraine du 4 janvier 2010 au 28 janvier 2018.
Logo de France 3 Lorraine depuis le 29 janvier 2018.

## Slogans
- 1992-2001 : « France 3, la télé qui prend son temps »
- 2001-2010 : « France 3, de près, on se comprend mieux »[3]
- 2010-2011 : « France 3, avec vous, à chaque instant »
- 2011-2012 : « Entre nous, on se dit tout »
- 2012-2013 : « Vous êtes au bon endroit »
- 2013 : « Depuis 40 ans, vous êtes au bon endroit »
- Novembre 2013 : « Nos régions nous inspirent, nos régions vous inspirent »
- Septembre 2018 : « Sur France 3, vous êtes au bon endroit »
- 2021 : « Premier média global de proximité »

## Organisation

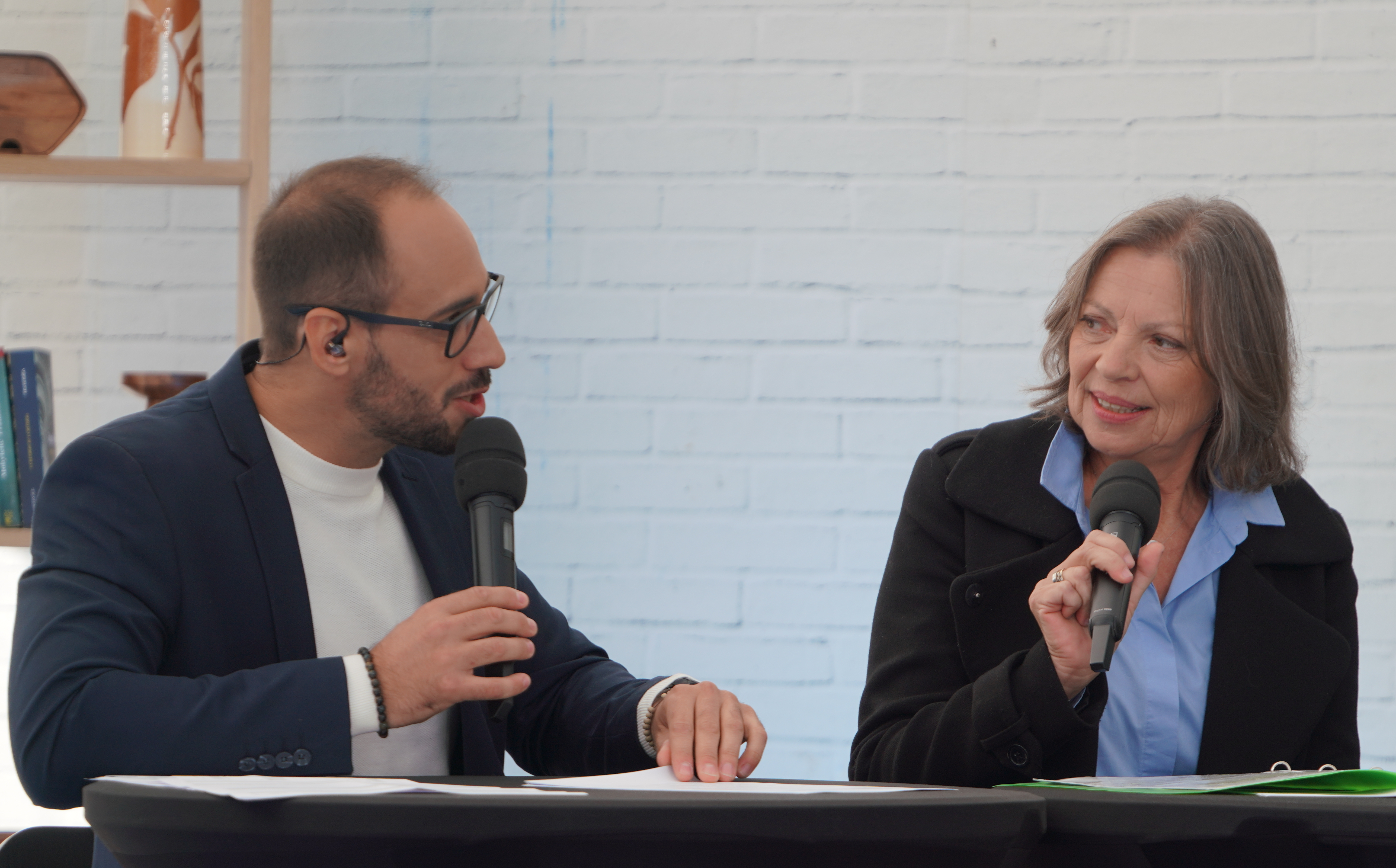
En présence sur la manifestation Le Livre sur la Place.

### Dirigeants
- Fanny Klipfel, Directrice régionale[4].
- Aymeric Robert, Délégué à l'antenne et aux programmes[4].
- Céline Tognazzi, Rédactrice en chef[5].

### Siège et bureaux permanents
Le premier siège de Télé Lorraine-Champagne était situé à la maison de la radio de Nancy-Thermal qui est abandonnée en 1971 pour la nouvelle maison de l'O.R.T.F. du 14 route de Mirecourt à Vandœuvre-lès-Nancy.
Bureaux permanents :
- France 3 Metz :  Metz
- France 3 Meuse : Bar-le-Duc
- France 3 Vosges : Épinal
- France 3 Sarreguemines : Sarreguemines

## Diffusion
Télé Lorraine-Champagne fut d'abord diffusée sur le réseau terrestre analogique hertzien UHF SECAM à 625 lignes de la deuxième chaîne de 1965 à 1975. À partir du 6 janvier 1975, FR3 Lorraine Champagne-Ardenne est diffusée sur toute la Lorraine par le réseau analogique hertzien UHF SECAM de France 3 via les principaux émetteurs TDF de Nancy-Malzéville,
Longwy-Bois de Châ, Metz-Luttange, Forbach-Kreutzberg et Sarrebourg-Le Donon jusqu'au passage définitif de la Lorraine au tout numérique terrestre le 29 septembre 2010.
France 3 Lorraine est diffusée en région Lorraine sur le multiplexe R1 de la TNT locale depuis l'émetteur Towercast de Nancy-Malzéville (canal 53H), les émetteurs TDF de Longwy-Bois de Châ (canal 59H), Metz-Luttange (canal 36H) et Forbach-Kreutzberg (canal 36H), l'émetteur OneCast de Sarrebourg-Le Donon (canal 50H), ainsi que par câble sur Numericable. Elle est aussi accessible dans toute la France sur les bouquets satellite Canalsat, TNTSAT et Fransat, et sur les bouquets ADSL.